# 辻井市太郎
辻井 市太郎（つじい いちたろう、1910年(明治43年)5月25日 - 1986年(昭和61年)9月20日）は、クラリネット奏者、指揮者、作曲家、編曲家であり、日本吹奏楽指導者協会会長、日本マーチングバンド指導者協会(JMBDA)(現日本マーチングバンド協会)会長、大阪市音楽団(現Osaka Shion Wind Orchestra)団長を務めた。
作曲家・音楽評論家・相愛大学名誉教授の辻井英世は長男、大阪音楽大学名誉教授で尼崎市吹奏楽団や近畿大学吹奏楽部など関西の著名なアマチュア吹奏楽団で指揮者をつとめた辻井清幸は次男。

## 経歴
明治43年(1910年)、京都府京都市に生まれる。京都両洋中学校でクラリネットと吹奏楽を学び、昭和3年(1928年)に卒業後、同年、大阪市音楽隊(昭和21年(1946年)大阪市音楽団に改称、現Osaka Shion Wind Orchestra)に入隊。当初はクラリネット奏者をつとめていたが昭和9年(1934年)からサクソフォーンに転向。昭和22年(1947年)より第3代団長兼指揮者に就任。在任中、欧米の吹奏楽曲の日本初演を数多く手がけ、昭和47年(1972年)定年退職後も引き続きその任にあたり、昭和53年(1978年)まで務めた。並行して、昭和23年(1948年)から昭和61年(1986年)まで選抜高等学校野球大会入場行進曲の編曲を担う。また戦後に再開された第4回全日本吹奏楽コンクール以降の審査員を複数回務める。昭和46年(1971年)日本マーチングバンド指導者協会(JMBDA)(現日本マーチングバンド協会)初代会長、昭和55年(1980年)から昭和60年(1985年)まで日本吹奏楽指導者協会(JBA)第6代会長等の要職を務め、日本の吹奏楽の発展に寄与した。昭和61年(1986年)、死去。

## 主な受賞
- 昭和54年(1979年) - 大阪芸術賞
- 昭和61年(1986年) - 勲四等瑞宝章(没後に受勲)

## 作曲
- 川西市立多田東小学校校歌[4]
- 豊能町立東ときわ台小学校校歌[5]
- 大阪市立平野小学校校歌[6]
- 豊中市立第十四中学校校歌[7]
- 西宮市立西宮高等学校選手壮行の歌[8]
- ロマンティック街道を行く(1984, 高木音楽出版(現タカギ・ミュージック))[9]